# دهستان کوهپایه غربی
دهستان کوهپایه غربی نام دهستانی در بخش آبیک شهرستان آبیک، استان قزوین در ایران است. براساس سرشماری مرکز آمار ایران در سال ۱۳۸۵، جمعیت آن ۴٬۱۵۷ نفر (۱٬۲۲۷  خانوار) بوده‌است.